# Галерея Мальборо

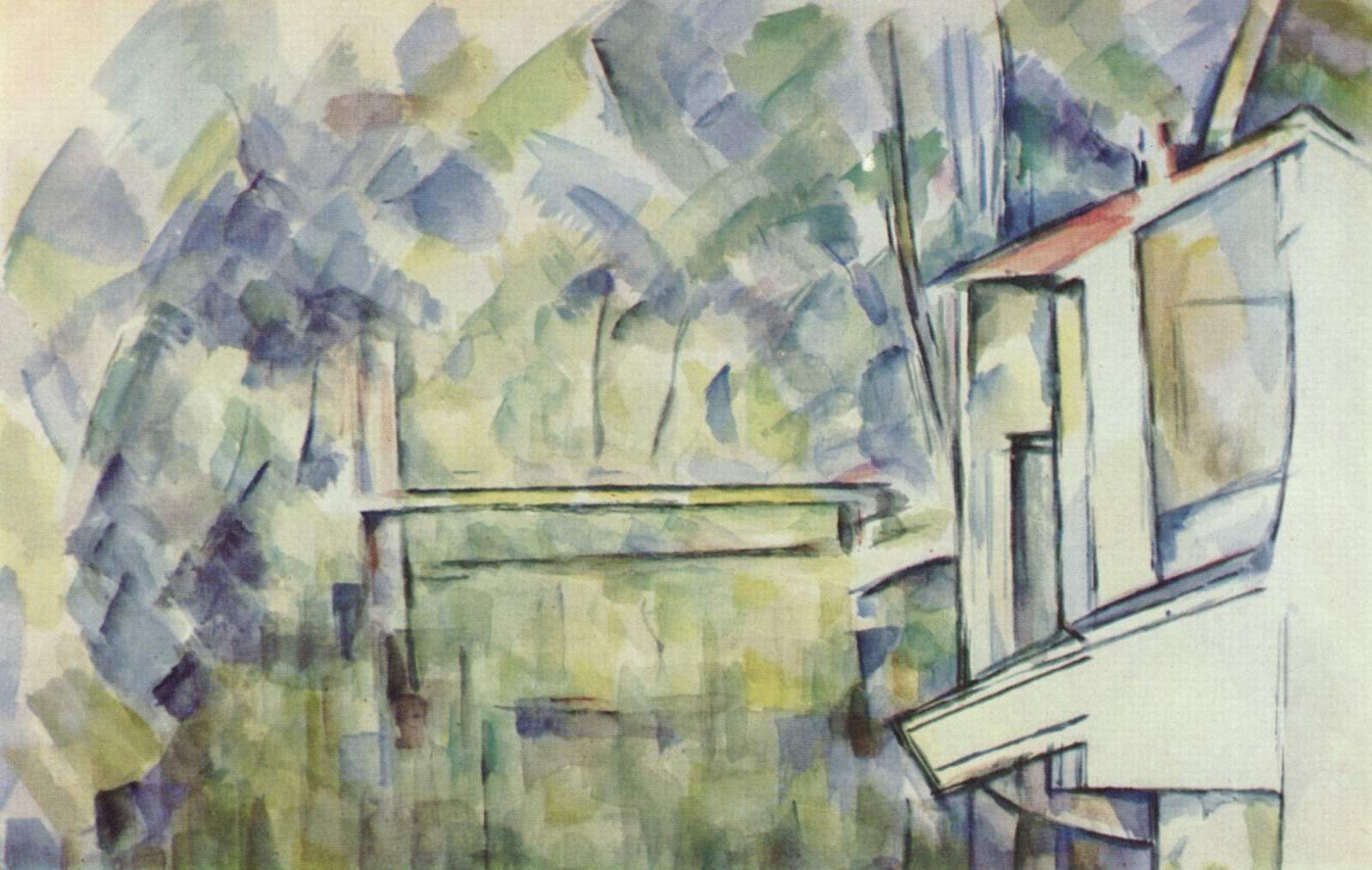
Поль Сезанн. Мельница на реке (1900—1906)

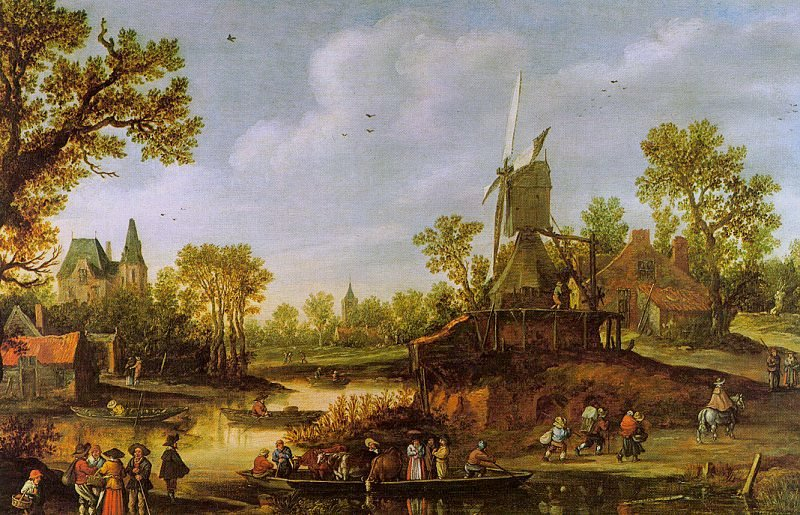
Ян ван Гойен. Речной пейзаж с паромом (1625). Продан галереей Мальборо в 1954 году

Галерея Ма́льборо (англ. Marlborough Fine Art) была основана в Лондоне в 1946 году Фрэнком Ллойдом и Гарри Фишером. В 1963 году она была открыта под названием Мальборо-Джерсон (англ. Marlborough-Gerson) на Манхэттене (Нью-Йорк), на пересечении Мэдисон-авеню и 57-й улицы, а в 1971 году переехала на своё нынешнее место. Кроме того, у галереи есть помещение на Западной 25-й улице в Манхэттене, которое открылось в 2007 году. Недолгое время у неё также существовал филиал в Нижнем Ист-Сайде на Брум-стрит.

## История
В 1948 году к двум первоначальным основателям присоединился третий компаньон, Дэвид Сомерсет, с 1984 года герцог Бофорт. К 1952 году галерея Мальборо занималась продажами шедевров конца XIX века, в том числе бронзовые работы Эдгара Дега и картины Мэри Кэссетт, Поля Синьяка, Клода Моне, Камиля Писсарро, Альфреда Сислея, Огюста Ренуара, а также рисунки Константена Гиса и Винсента Ван Гога.
В конце 1950-х и начале 1960-х годов в галерее Мальборо прошёл ряд выставок, посвящённых экспрессионизму и современной немецкой традиции: «Искусство в восстании, Германия 1905—1925» (англ. Art in Revolt, Germany 1905—1925), «Кандинский, путь к абстракции» (англ. Kandinsky, the Road to Abstraction) и «Художники Баухауса» (англ. The Painters of the Bauhaus). В 1963 году в ней демонстрировались работы Курта Швиттерса. В 1960-х годах в галерее Мальборо прошли выставки Фрэнсиса Бэкона, Генри Мура, Джексона Поллока и Эгона Шиле.
В 1960-х годах Фрэнк Ллойд переехал в Нью-Йорк, а в 1972 году его сын Гилберт Ллойд взял на себя управление галереей в Лондоне. В это время Пьер Леваи, племянник Фрэнка Ллойда стал во главе галереи Мальборо в Нью-Йорке. В 1970-х и 1980-х годах в Мальборо проходили выставки Франка Ауэрбаха, Линна Чедвика, Люсьена Фрейда, Барбары Хепуорт, Рона Б. Китая, Бена Николсона, Виктора Пасмора, Джона Пайпера, Грэхема Сазерленда, Жака Липшица, Рене Магритта, Макса Бекмана, Макса Билля и Анри Матисса. Галерея также организовала выставку «Швиттерс в изгнании» (англ. Schwitters in Exile) в 1981 году, которая возродила интерес к поздним работам этого художника. В течение 1980-х и 1990-х годов галерея проводила выставки работ Стивена Конроя (англ.), Джона Дэвиса, Билла Джеклина, Кена Киффа (англ.) и Паулы Регу.
В течение 1990-х годов галерея Мальборо начала уделять внимание выставкам современного искусства из Китая. В 1953 году Мальборо уже организовывал небольшую выставку двух китайских художников в Лондоне, а в 1960-х годах Мальборо выставлял абстрактные картины тайваньского художника Линь Шо Ю (кит.), работавшего в Лондоне под именем Ричард Линь. В 1994 году в лондонской галерее прошла выставка «Новое искусство из Китая: после 1979 года» (англ. New Art from China: Post 1979).
На выставке 2010 года в галерее под названием «Празднование музы: женщины в гравюрах Пикассо с 1905 по 1968 год» (англ. Celebrating the Muse: Women in Picasso's Prints from 1905–1968) было представлено 204 гравюры Пабло Пикассо.
В 2019 году галереи Мальборо были объединены под руководством Макса Левая. Левай начал работать с организацией в 2012 году, где он сосредоточился на создании выставок в рамках галерейных подразделений Marlborough Chelsea и Marlborough Contemporary.

## Дело Ротко
Прежде чем быть остановленной решением суда, галерея Мальборо продала более 100 картин умершего к тому времени художника Марка Ротко по умышленно заниженным ценам и делила прибыль с Бернардом Райсом, близким товарищем художника, которому он доверял, и от которого галерея и получала произведения искусства для реализации. В 1975 году суд штата Нью-Йорк аннулировал эти контракты с Мальборо, оштрафовав исполнителей и галерею на 9,2 млн долларов..